# G. B. Schley Fjord
G. B. Schley Fjord är en fjord i Grönland (Kungariket Danmark). Den ligger i den norra delen av Grönland, 2 200 km nordost om huvudstaden Nuuk.